# Hirokazu Sasaki
Pour les articles homonymes, voir Sasaki.
Hirokazu Sasaki (佐々木 博和, Sasaki Hirokazu) est un footballeur japonais né le 16 février 1962 dans la préfecture d'Okayama au Japon.

## Palmarès
- Championnat du Japon :
  - Champion en 1993 (Verdy Kawasaki).